# Kathleen Hanna
Kathleen Hanna (Portland, 1968. november 12. –) amerikai zenész.
A Bikini Kill feloszlása után, 1998-ban megalapította a Le Tigre nevű feminista elektronikus zenekart. A Le Tigre politikailag töltött dalszövegeiről és energikus előadásairól volt ismert, és olyan témákat érintett, mint a feminizmus, az LMBTQ+ jogok és a háborúellenes aktivizmus.